# Uyshuraj
Uyshuraj, o también llamado con frecuencia Cerro Uyshuraj es una montaña en los andes del norte peruanos.

## Ubicación Topografía

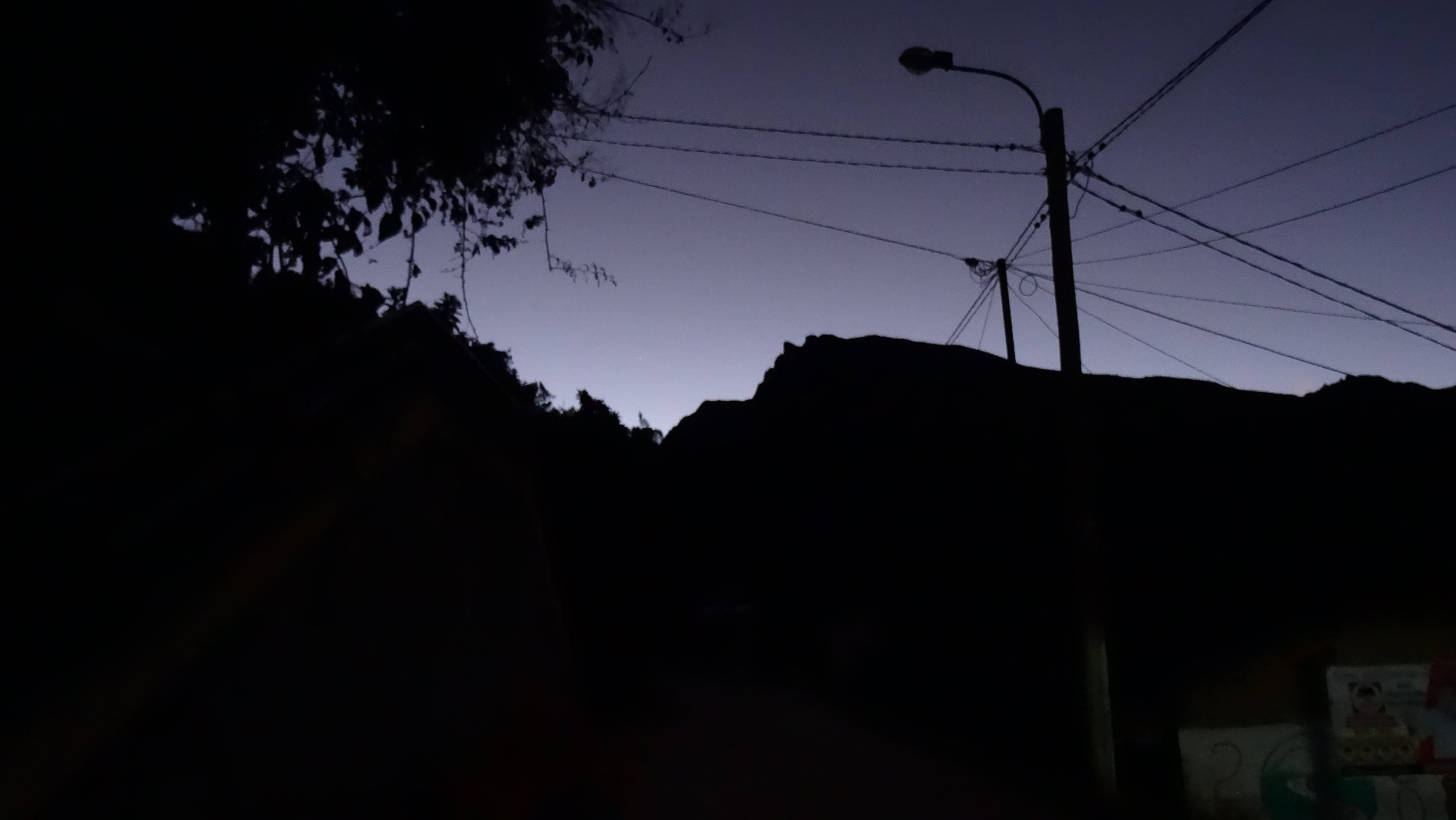
La silueta de la montaña Uyshuraj, guardián de la ciudad de Huacchis, visto desde el mismo.

Localizado en el distrito de Huacchis dentro de la provincia de Huari del departamento de Áncash.
Su flanco sureste es visible desde la ciudad de Huacchis, cabecera del distrito homónimo, por lo que es conocido "Guardián de Huacchis".